# وندی واگنر
وندی واگنر (انگلیسی: Wende Wagner; ۶ دسامبر ۱۹۴۱ – ۲۶ فوریهٔ ۱۹۹۷) یک هنرپیشه اهل ایالات متحده آمریکا بود.

## گزیده فیلمشناسی
از فیلم‌ها یا برنامه‌های تلویزیونی که وی در آن نقش داشته‌است می‌توان به آثار زیر اشاره کرد.
- خارج از دید (۱۹۶۶)
- میثاق با مرگ (۱۹۶۷)
- بچه رزماری (۱۹۶۸)